# Ossian Bæcklund

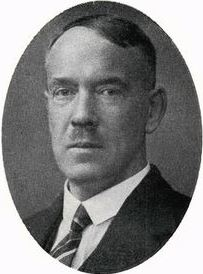
Ossian Bæcklund.

Ivar Ossian Bæcklund, född 21 juni 1884 i Länna församling, Södermanlands län, död 18 december 1956 i Västerleds församling, Stockholm, var en svensk apotekare.
Efter studentexamen i Strängnäs 1903 avlade Bæcklund farmacie kandidatexamen 1906 och apotekarexamen 1911. Han var elev vid apoteket Bävern i Stockholm 1903–1905, anställd där 1906–1908, i Sala och vid apoteket Örnen i Östersund 1911–1917, i Sveg och föreståndare i Västanhede 1917–1920, vid apoteket i Söderhamn 1920–1930, vid apoteket Björnen i Helsingborg 1930–1934, erhöll privilegier på apoteket i Hunnebostrand 1934 och var innehavare av apoteket i Söderhamn 1940–1951.
Bæcklund var ordförande i Farmaceutiska institutets studentkår 1909–1911 samt kassaförvaltare och fullmäktig vid Nordsvenska kretsen av Sveriges farmaceutförbund 1914–1917.